# Giải BAFTA lần thứ 73
Lễ trao giải thưởng Điện ảnh của Viện hàn lâm Vương quốc Anh lần thứ 73 được tổ chức vào ngày 2 tháng 2 năm 2020 tại Hội trường Hoàng gia Albert ở Luân Đôn, với mục đích vinh danh những tác phẩm điện ảnh của Anh và quốc tế trong năm 2019. Viện Hàn lâm Nghệ thuật Điện ảnh và Truyền hình Anh Quốc (BAFTA) là đơn vị tổ chức và trao giải  cho các bộ phim điện ảnh và phim tài liệu đã được công chiếu ở các rạp chiếu phim của Anh trong năm 2019. Lễ trao giải được chủ trì bởi Graham Norton.
Các đề cử được công bố vào ngày 7 tháng 1 năm 2020. Tác phẩm thuộc thể loại giật gân tâm lý Joker nhận nhiều đề cử nhất ở 11 hạng mục. Một hạng mục mới ra đời năm nay là Tuyển vai xuất sắc nhất. 1917 của đạo diễn Sam Mendes giành nhiều chiến thắng nhất đêm với 7 giải thưởng, trong đó gồm hai hạng mục quan trọng nhất là Phim Anh hay nhất và Phim hay nhất.

## Danh sách chi tiết

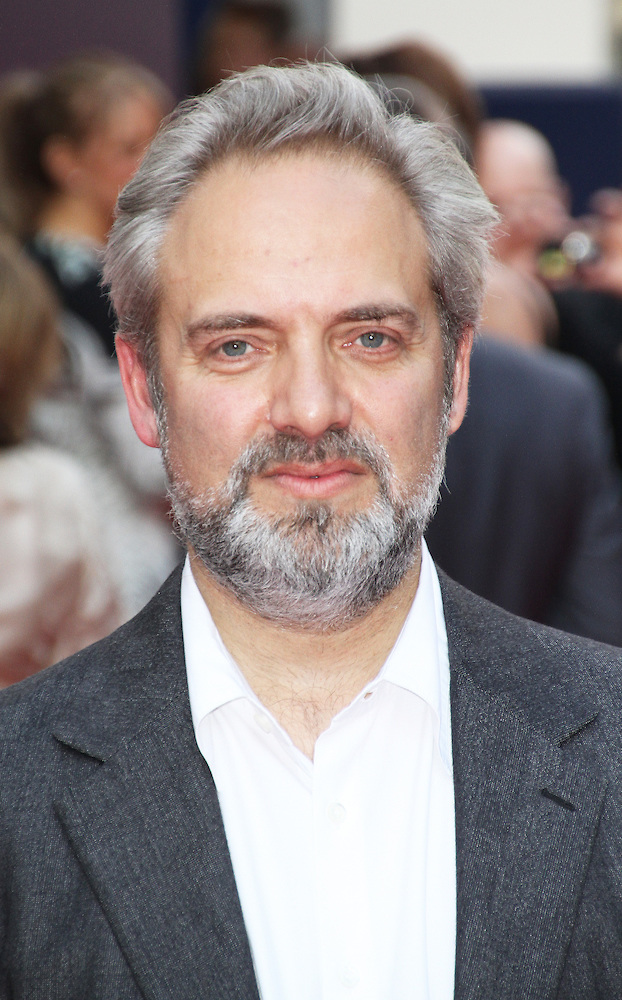
Sam Mendes, chủ nhân giải Phim hay nhất và Đạo diễn xuất sắc nhất

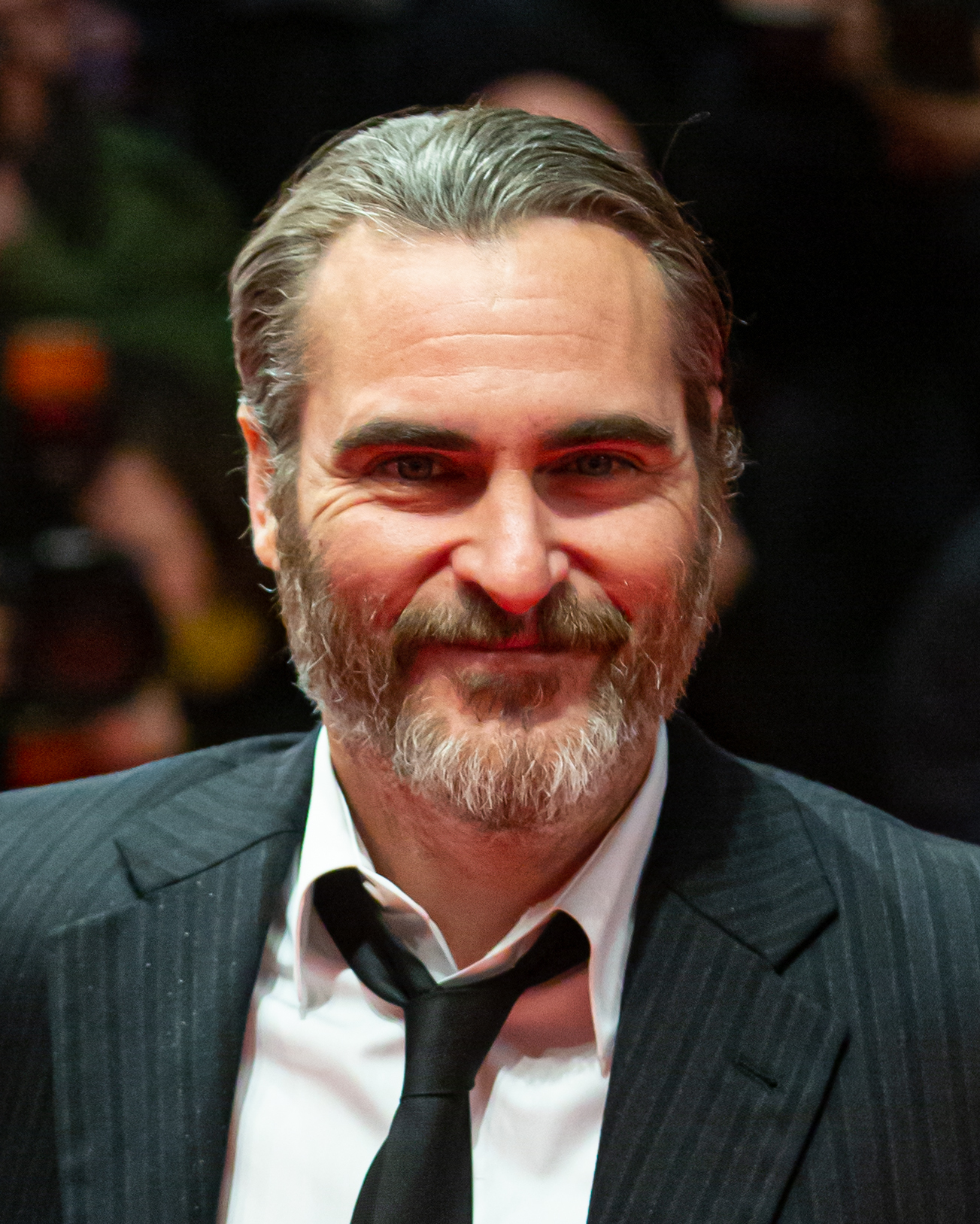
Joaquin Phoenix, chủ nhân giải Nam diễn viên chính xuất sắc nhất.

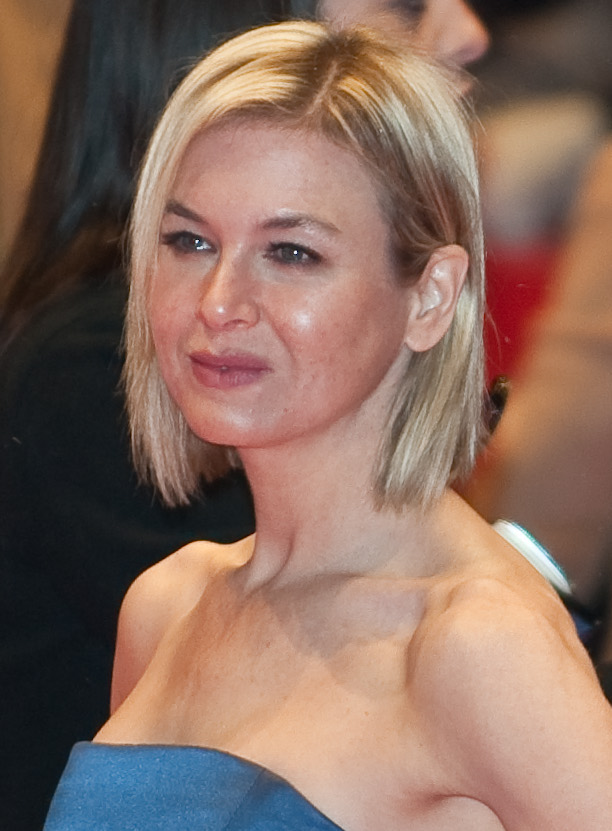
Renée Zellweger, chủ nhân giải Nữ diễn viên chính xuất sắc nhất.

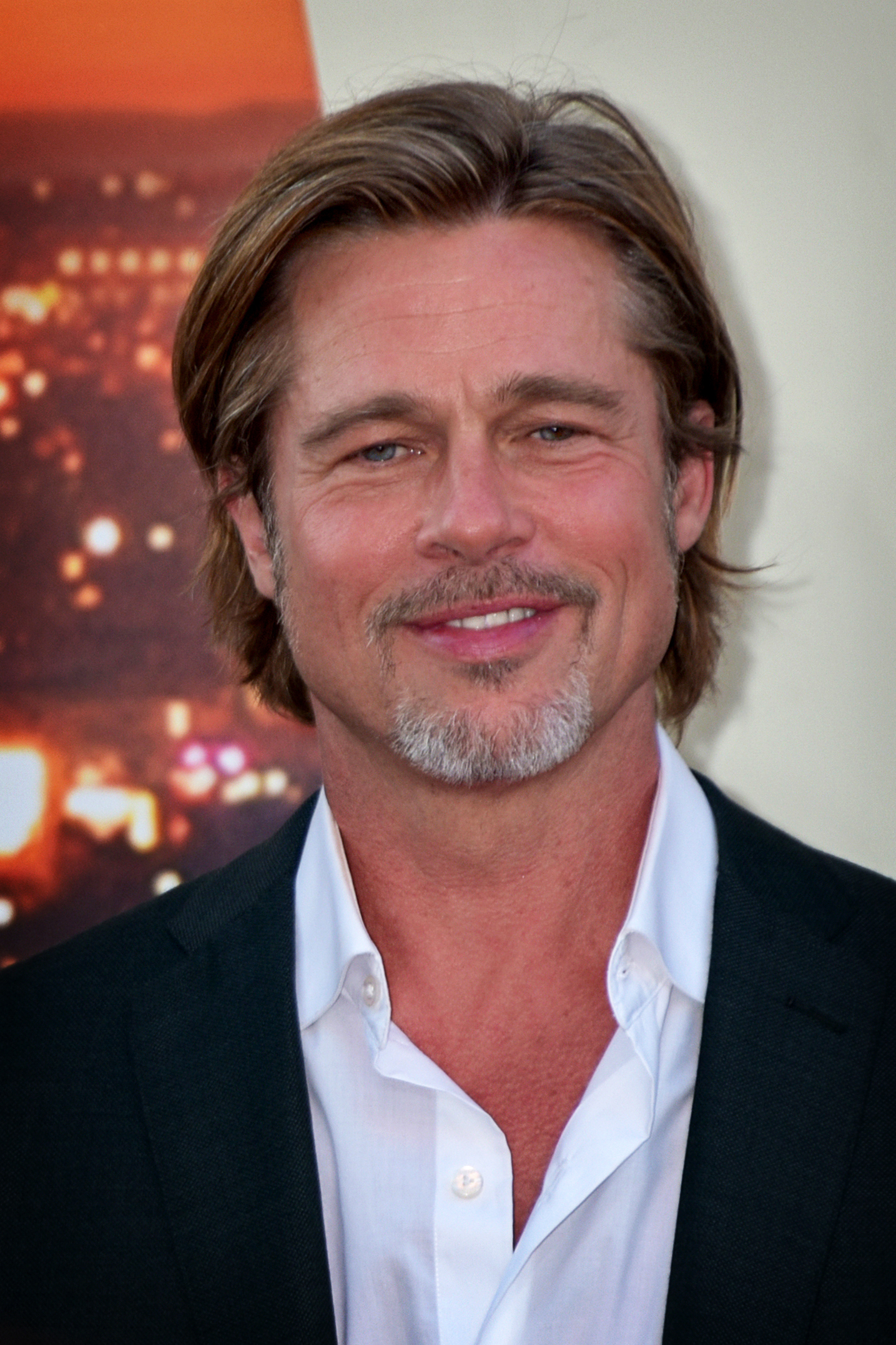
Brad Pitt, chủ nhân giải Nam diễn viên phụ xuất sắc nhất.

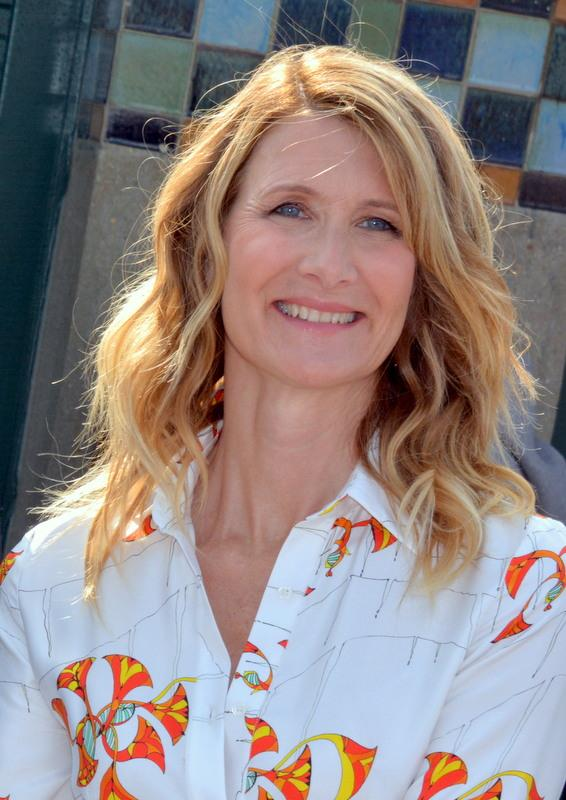
Laura Dern, chủ nhân giải Nữ diễn viên phụ xuất sắc nhất.

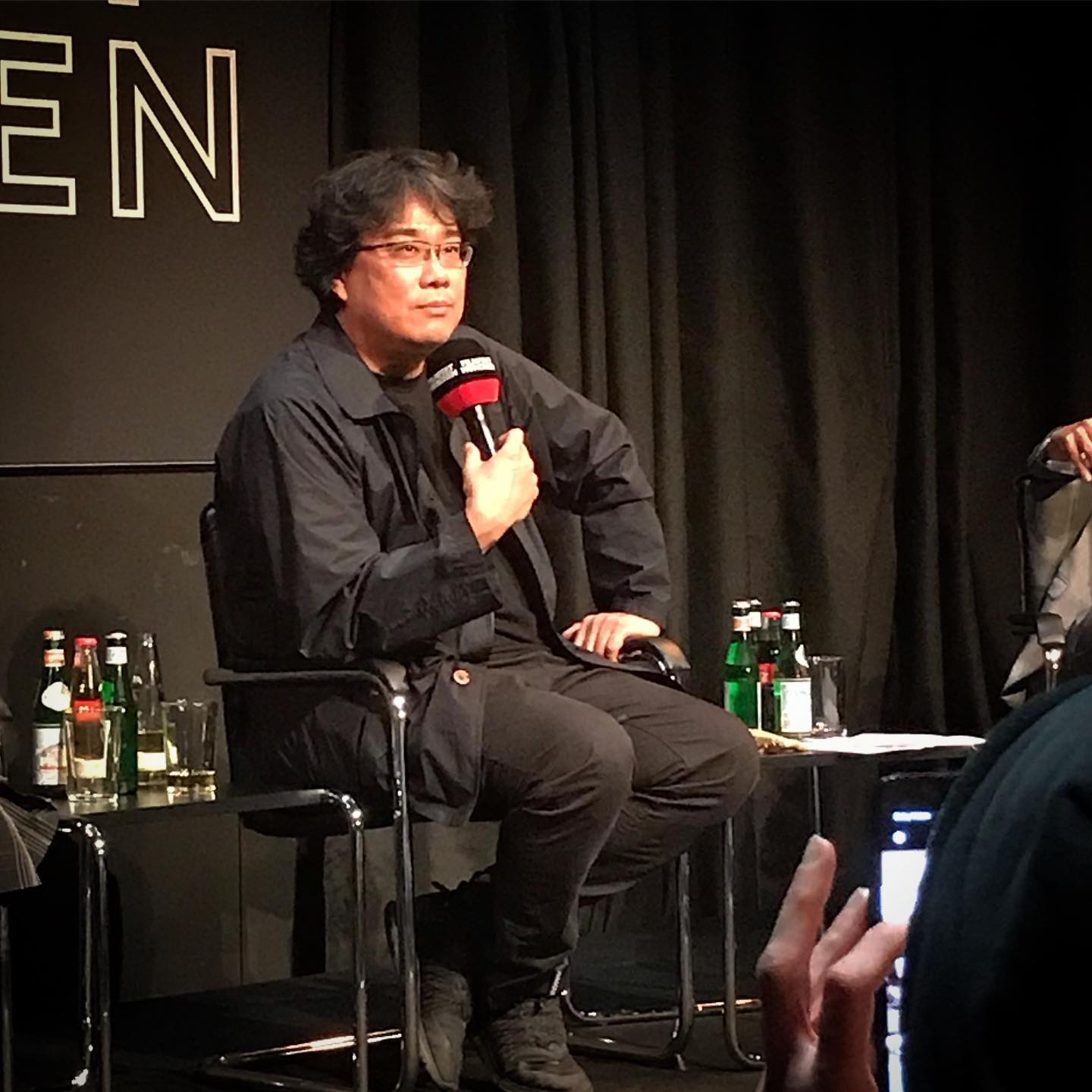
Bong Joon-ho, chủ nhân giải Phim không nói tiếng Anh hay nhất và đồng chủ nhân giải Kịch bản gốc xuất sắc nhất

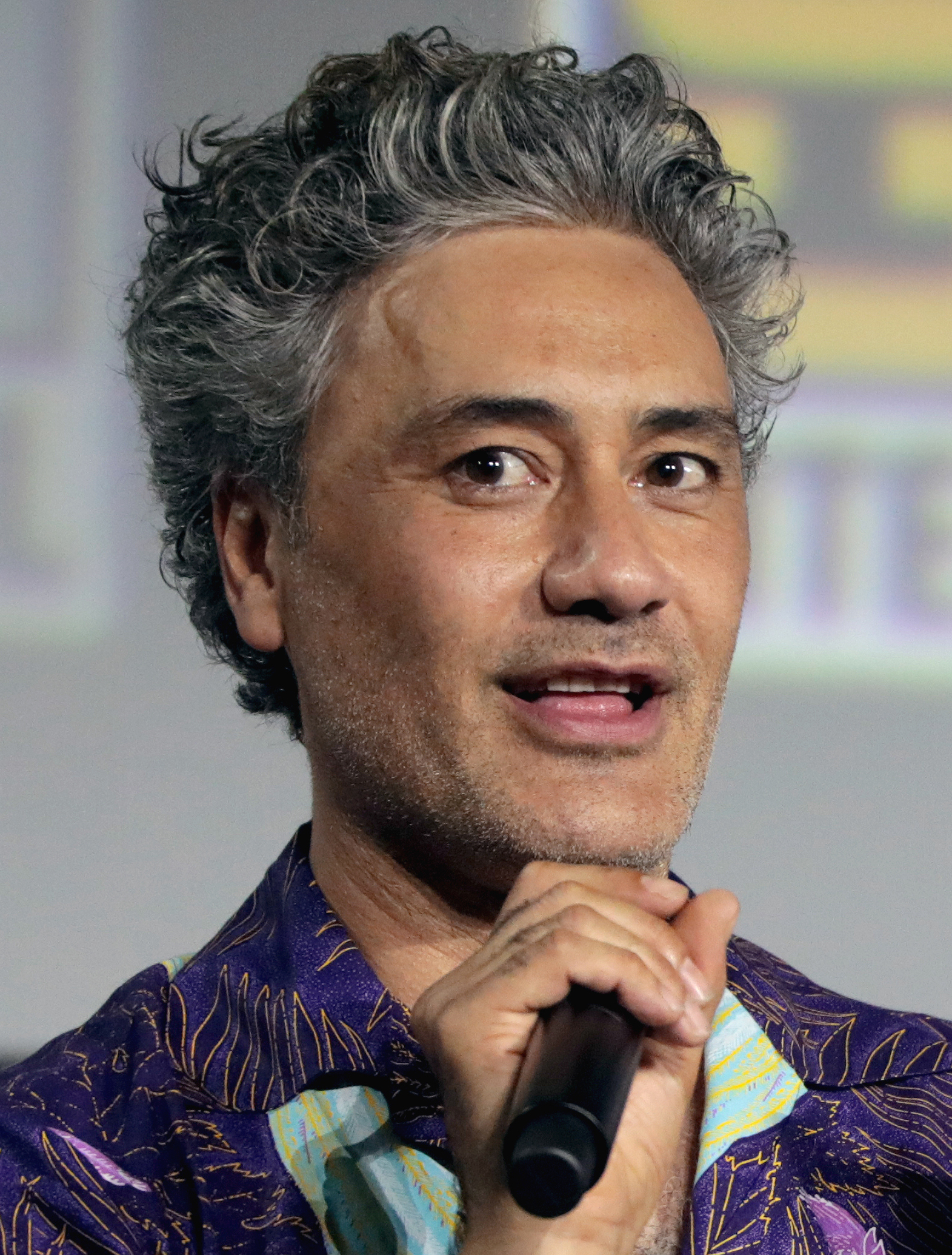
Taika Waititi, chủ nhân giải Kịch bản chuyển thể xuất sắc nhất

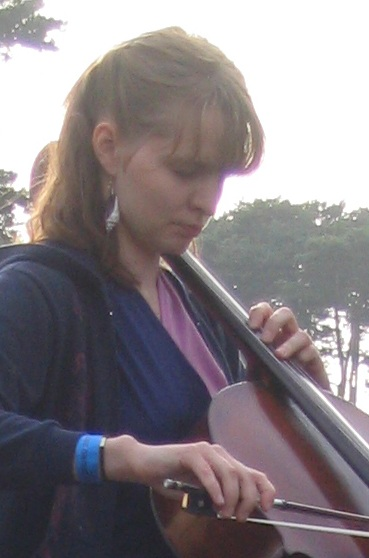
Hildur Guðnadóttir, chủ nhân giải Nhạc phim xuất sắc nhất

Các đề cử được công bố vào ngày 7 tháng 1 năm 2020, trong khi tác phẩm/người chiến thắng được xướng tên vào ngày 2 tháng 2 năm 2020.

### BAFTA Fellowship
- Kathleen Kennedy[8]

### Cống hiến điện ảnh Anh Quốc xuất sắc
- Andy Serkis[9]

| Phim hay nhất | Đạo diễn xuất sắc nhất |
| --- | --- |
| - 1917 – Pippa Harris, Callum McDougall, Sam Mendes và Jayne-Ann Tenggren - Người đàn ông Ireland – Robert De Niro, Jane Rosenthal, Martin Scorsese và Emma Tillinger Koskoff - Joker – Bradley Cooper, Todd Phillips và Emma Tillinger Koskoff - Chuyện ngày xưa ở... Hollywood – David Heyman, Shannon McIntosh và Quentin Tarantino - Ký sinh trùng – Bong Joon-ho và Kwak Sin-ae                                                                                         | - Sam Mendes – 1917 - Bong Joon-ho – Ký sinh trùng - Todd Phillips – Joker - Martin Scorsese – Người đàn ông Ireland - Quentin Tarantino – Chuyện ngày xưa ở... Hollywood |
| Nam diễn viên chính xuất sắc nhất | Nữ diễn viên chính xuất sắc nhất |
| - Joaquin Phoenix – Joker vai Arthur Fleck / Joker - Leonardo DiCaprio – Chuyện ngày xưa ở... Hollywood vai Rick Dalton - Adam Driver – Câu chuyện hôn nhân vai Charlie Barber - Taron Egerton – Người hỏa tiễn vai Elton John - Jonathan Pryce – Hai vị Giáo hoàng vai Cardinal Jorge Mario Bergoglio | - Renée Zellweger – Judy vai Judy Garland - Jessie Buckley – Wild Rose vai Rose-Lynn Harlan - Scarlett Johansson – Câu chuyện hôn nhân vai Nicole Barber - Saoirse Ronan – Những người phụ nữ bé nhỏ vai Josephine "Jo" March - Charlize Theron – Tin "nóng" vai Megyn Kelly                                                                                      |
| Nam diễn viên phụ xuất sắc nhất | Nữ diễn viên phụ xuất sắc nhất |
| - Brad Pitt – Chuyện ngày xưa ở... Hollywood vai Cliff Booth - Tom Hanks – A Beautiful Day in the Neighborhood vai Fred Rogers - Anthony Hopkins – Hai vị Giáo hoàng vai Giáo hoàng Biển Đức XVI - Al Pacino – Người đàn ông Ireland vai Jimmy Hoffa - Joe Pesci – Người đàn ông Ireland vai Russell Bufalino | - Laura Dern – Câu chuyện hôn nhân vai Nora Fanshaw - Scarlett Johansson – Jojo Rabbit vai Rosie Betzler - Florence Pugh – Những người phụ nữ bé nhỏ vai Amy March - Margot Robbie – Tin "nóng" vai Kayla Pospisil - Margot Robbie – Chuyện ngày xưa ở... Hollywood vai Sharon Tate                                                                               |
| Kịch bản gốc xuất sắc nhất | Kịch bản chuyển thể xuất sắc nhất |
| - Bong Joon-ho và Han Jin-won – Ký sinh trùng - Noah Baumbach – Câu chuyện hôn nhân - Susanna Fogel, Emily Halpern, Sarah Haskins và Katie Silberman – Booksmart - Rian Johnson – Kẻ đâm lén - Quentin Tarantino – Chuyện ngày xưa ở... Hollywood | - Taika Waititi – Jojo Rabbit - Greta Gerwig – Những người phụ nữ bé nhỏ - Anthony McCarten – Hai vị Giáo hoàng - Todd Phillips và Scott Silver – Joker - Steven Zaillian – Người đàn ông Ireland |
| Phim Anh hay nhất | Đạo diễn, Biên kịch, Nhà sản xuất đầu tay người Anh nổi bật |
| - 1917 – Sam Mendes, Pippa Harris, Jayne-Ann Tenggren, Callum McDougall và Krysty Wilson-Cairns - Bait – Mark Jenkin, Kate Byers và Linn Waite - For Sama – Waad Al-Kateab và Edward Watts - Người hỏa tiễn – Dexter Fletcher, Adam Bohling, David Furnish, David Reid, Matthew Vaughn và Lee Hall - Sorry We Missed You – Ken Loach, Rebecca O'Brien và Paul Laverty - Hai vị Giáo hoàng – Fernando Meirelles, Jonathan Eirich, Dan Lin, Tracey Seaward và Anthony McCarten | - Mark Jenkin (biên kịch/đạo diễn), Kate Byers và Linn Waite (nhà sản xuất) – Bait - Waad Al-Kateab (đạo diễn/nhà sản xuất) và Edward Watts (đạo diễn) – For Sama - Alex Holmes (đạo diễn) – Maiden - Harry Wootliff (biên kịch/đạo diễn) – Only You - Álvaro Delgado-Aparicio (biên kịch/đạo diễn) – Retablo                                                     |
| Quay phim xuất sắc nhất | Dựng phim xuất sắc nhất |
| - 1917 – Roger Deakins - Người đàn ông Ireland – Rodrigo Prieto - Joker – Lawrence Sher - Le Mans '66 – Phedon Papamichael - The Lighthouse – Jarin Blaschke | - Le Mans '66 – Michael McCusker và Andrew Buckland - Người đàn ông Ireland – Thelma Schoonmaker - Jojo Rabbit – Tom Eagles - Joker – Jeff Groth - Chuyện ngày xưa ở... Hollywood – Fred Raskin |
| Thiết kế phục trang xuất sắc nhất | Thiết kế sản xuất xuất sắc nhất |
| - Những người phụ nữ bé nhỏ – Jacqueline Durran - Người đàn ông Ireland – Sandy Powell và Christopher Peterson - Jojo Rabbit – Mayes C. Rubeo - Judy – Jany Temime - Chuyện ngày xưa ở... Hollywood – Arianne Phillips | - 1917 – Dennis Gassner và Lee Sandales - Người đàn ông Ireland – Bob Shaw và Regina Graves - Jojo Rabbit – Ra Vincent và Nora Sopková - Joker – Mark Friedberg và Kris Moran - Chuyện ngày xưa ở... Hollywood – Barbara Ling và Nancy Haigh |
| Hoá trang và làm tóc xuất sắc nhất | Nhạc phim hay nhất |
| - Tin "nóng" – Vivian Baker, Kazu Hiro và Anne Morgan - 1917 – Naomi Donne - Joker – Kay Georgiou và Nicki Ledermann - Judy – Jeremy Woodhead - Người hỏa tiễn – Lizzie Yianni Georgiou | - Joker – Hildur Guðnadóttir - 1917 – Thomas Newman - Jojo Rabbit – Michael Giacchino - Những người phụ nữ bé nhỏ – Alexandre Desplat - Star Wars: Skywalker trỗi dậy – John Williams |
| Âm thanh xuất sắc nhất | Hiệu ứng hình ảnh đặc biệt xuất sắc nhất |
| - 1917 – Scott Millan, Oliver Tarney, Rachael Tate, Mark Taylor và Stuart Wilson - Joker – Tod A. Maitland, Alan Robert Murray, Tom Ozanich và Dean A. Zupancic - Le Mans '66 – David Giammarco và Paul Massey, Steve A. Morrow và Donald Sylvester - Người hỏa tiễn – Matthew Collinge, John Hayes, Mike Prestwood Smith và Danny Sheehan - Star Wars: Skywalker trỗi dậy – David Acord, Andy Nelson, Christopher Scarabosio, Stuart Wilson và Matthew Wood                 | - 1917 – Greg Butler, Guillaume Rocheron và Dominic Tuohy - Avengers: Hồi kết – Dan DeLeeuw và Dan Sudick - Người đàn ông Ireland – Leandro Estebecorena, Stephane Grabli và Pablo Helman - Vua sư tử – Andrew R. Jones, Robert Legato, Elliot Newman và Adam Valdez - Star Wars: Skywalker trỗi dậy – Roger Guyett, Paul Kavanagh, Neal Scanlan và Dominic Tuohy |
| Phim không nói tiếng Anh hay nhất | Phim tài liệu hay nhất |
| - Ký sinh trùng – Bong Joon-ho - Lời từ biệt – Lulu Wang và Daniele Melia - For Sama – Waad Al-Kateab và Edward Watts - Pain and Glory – Pedro Almodóvar và Agustín Almodóvar - Portrait of a Lady on Fire – Céline Sciamma và Bénédicte Couvreur | - For Sama – Waad Al-Kateab và Edward Watts - Công xưởng Hoa Kỳ – Steven Bognar và Julia Reichert - Apollo 11 – Todd Douglas Miller - Diego Maradona – Asif Kapadia - The Great Hack – Karim Amer và Jehane Noujaim |
| Phim hoạt hình hay nhất | Phim hoạt hình ngắn của Anh hay nhất |
| - Klaus: Câu chuyện Giáng sinh – Sergio Pablos và Jinko Gotoh - Nữ hoàng băng giá 2 – Chris Buck, Jennifer Lee và Peter Del Vecho - Shaun the Sheep Movie: Người bạn ngoài hành tinh – Will Becher, Richard Phelan và Paul Kewley - Câu chuyện đồ chơi 4 – Josh Cooley và Mark Nielsen | - Grandad Was a Romantic. – Maryam Mohajer - In Her Boots – Kathrin Steinbacher - The Magic Boat – Naaman Azhari and Lilia Laurel |
| Phim ngắn của Anh hay nhất | Tuyển vai xuất sắc nhất |
| - Learning to Skateboard in a Warzone (If You're a Girl) – Carol Dysinger và Elena Andreicheva - Azaar – Myriam Raja and Nathanael Baring - Goldfish – Hector Dockrill, Harri Kamalanathan, Benedict Turnbull và Laura Dockrill - Kamali – Sasha Rainbow và Rosalind Croad - The Trap – Lena Headey và Anthony Fitzgerald | - Joker – Shayna Markowitz - Câu chuyện hôn nhân – Douglas Aibel và Francine Maisler - Chuyện ngày xưa ở... Hollywood – Victoria Thomas - The Personal History of David Copperfield – Sarah Crowe - Hai vị Giáo hoàng – Nina Gold |
| Giải Ngôi sao triển vọng BAFTA (do công chúng bầu chọn) | |
| - Micheal Ward - Awkwafina - Kaitlyn Dever - Kelvin Harrison Jr. - Jack Lowden | |

### Thống kê đề cử và chiến thắng
| Đề cử | Phim                           |
| ----- | ------------------------------ |
| 11    | Joker                          |
| 10    | Người đàn ông Ireland          |
| 10    | Chuyện ngày xưa ở... Hollywood |
| 9     | 1917                           |
| 6     | Jojo Rabbit                    |
| 5     | Những người phụ nữ bé nhỏ      |
| 5     | Câu chuyện hôn nhân            |
| 5     | Hai vị Giáo hoàng              |
| 4     | For Sama                       |
| 4     | Ký sinh trùng                  |
| 4     | Người hỏa tiễn                 |
| 3     | Tin "nóng"                     |
| 3     | Judy                           |
| 3     | Le Mans '66                    |
| 3     | Star Wars: Skywalker trỗi dậy  |
| 2     | Bait                           |

| Số giải | Phim          |
| ------- | ------------- |
| 7       | 1917          |
| 3       | Joker         |
| 2       | Ký sinh trùng |